# Christa Striezel
Christa Striezel (* 28. Juli 1949 in Hamburg als Christa Herzog) ist eine ehemalige deutsche Leichtathletin. die sich auf den Weitsprung spezialisiert hatte.

## Erfolge
Christa Striezel gewann zweimal bei deutschen Meisterschaften:
- 1975 mit 6,40 m und
- 1977 mit 6,45 m.

Hinzu kommt eine Vizemeisterschaft im Jahr 1976. Bei den Meisterschaften im Jahr 1971 sprang sie mit 6,60 m persönliche Bestleistung, kam damit jedoch nur auf Platz drei hinter Heide Rosendahl und Ingrid Mickler. Striezel startete für den Hamburger SV und brachte bei einer Größe von 1,68 m als Wettkampfgewicht 58 kg auf die Waage.
Auch auf internationaler Ebene trat sie mehrfach in Erscheinung: 
- Bei den Europameisterschaften 1971 in Helsinki wurde sie mit 6,40 m Siebte (die Siegerin, Ingrid Mickler, sprang 6,76 m).
- Bei den Finalwettkämpfen um den Europacup errang sie zwei Podiumsplätze:
  - 1975 in Nizza: Platz 2 mit 6,56 m hinter der mit 6,76 m siegreichen Lidija Alfejewa aus der Sowjetunion
  - 1977 in Helsinki: Platz 2 mit 6,39 m hinter der mit 6,76 m siegreichen Brigitte Künzel aus der DDR

Kein Glück hingegen hatte sie bei ihrer einzigen Olympiateilnahme 1976 in Montreal. Mit mäßigen 6,09 m verpasste sie das Finale der besten 12 klar und kam auf Platz 19.
Nach Beendigung ihrer aktiven Laufbahn arbeitete Christa Striezel zusammen mit ihrem Mann Wolfgang als Trainerin für den MTV Hanstedt.

## Auszeichnungen
- Im Jahr 1977 wurde sie mit dem Hermann-Seiffart-Gedächtnispreis ausgezeichnet.